# Cyanonedys lugubris
Cyanonedys lugubris là một loài ruồi trong họ Asilidae. Cyanonedys lugubris được Hermann miêu tả năm 1912.